# Längst därinne är himlen ändå röd
Längst därinne är himlen ändå röd är ett studioalbum av den svenske artisten Lasse Tennander, utgivet 1979 på Sonet Records. Skivan utgavs ursprungligen på LP men återutgavs på CD 1991.
Skivan producerades av Tennander och Rolf Wikström och medverkade som musiker gjorde, förutom nämnda Wikström, även Backa Hans Eriksson och Lasse Englund.

## Låtlista

### CD
1. "Välkommen in!" – 5:43
2. "Lyssna, lyssna Lisa!" – 4:15
3. "Rocky och rock 'n' rollrevolutionen" – 2:57
4. "Det finns ett land" – 4:53
5. "Lisas dröm" – 2:40
6. "Det finns ett folk" – 2:34
7. "Med revade segel" – 6:09
8. "Livet, kärleken och konsten att stämma en gitarr" – 4:17
9. "Vardag / Vi är människor, vi!" – 4:20
10. "Längst därinne är himlen ändå röd" – 5:31
11. "Inte slutet - bara början" – 2:36

### LP
A
1. "Välkommen in!" – 5:43
2. "Lyssna, lyssna Lisa!" – 4:15
3. "Rocky och rock 'n' rollrevolutionen" – 2:57
4. "Det finns ett land" – 4:53
5. "Lisas dröm" – 2:40
6. "Det finns ett folk" – 2:34

B
1. "Med revade segel" – 6:09
2. "Livet, kärleken och konsten att stämma en gitarr" – 4:17
3. "Vardag / Vi är människor, vi!" – 4:20
4. "Längst därinne är himlen ändå röd" – 5:31
5. "Inte slutet - bara början" – 2:36

## Medverkande
- Rolf Alex – trummor
- Lasse Englund – slide, gitarr
- Backa Hans Eriksson – bas
- Stefan Nilsson – flygel
- Hasse Olsson) – orgel
- Lasse Tennander – akustisk gitarr
- Rolf Wikström – gitarr

## Listplaceringar
| Lista (1980) | Topplacering |
| ------------ | ------------ |
| Sverige      | 43           |

### Fotnoter
1. ↑  ”Längst därinne är himlen ändå röd”. Svensk mediedatabas. http://smdb.kb.se/catalog/search?q=Lasse+Tennander+typ%3Afonogram&sort=OLDEST. Läst 9 januari 2013.
2. ↑  ”Längst därinne är himlen ändå röd”. Progg.se. Arkiverad från originalet den 23 augusti 2011. https://web.archive.org/web/20110823060205/http://www.progg.se/band.asp?ID=119&skiva=856. Läst 9 januari 2013.
3. ↑  ”Längst därinne är himlen ändå röd”. Discogs.com. http://www.discogs.com/Lasse-Tennander-L%C3%A4ngst-D%C3%A4rinne-%C3%84r-Himlen-%C3%84nd%C3%A5-R%C3%B6d/release/3260780. Läst 9 januari 2013.
4. ↑  Placeringar på den svenska albumlistan